# Cetartiodactyla
Die Cetartiodactyla sind ein Taxon (eine systematische Gruppe) der Säugetiere, das sich aus zwei äußerlich stark unterschiedlichen Gruppen zusammensetzt, den Paarhufern (Artiodactyla) und den Walen (Cetacea). Dass diese beiden Gruppen eine monophyletische Gruppe bilden (von einem gemeinsamen Vorfahren abstammen), wurde durch molekulargenetische Untersuchungen bestätigt und wird auch morphologisch durch in jüngerer Zeit gemachte Fossilienfunde unterstützt.
Die Paarhufer gelten heute als paraphyletisch, denn sie sind nicht etwa als Ganzes die Schwestergruppe der Wale und bilden ohne diese keine geschlossene Abstammungsgemeinschaft. Die nächsten Verwandten der Wale sind die Flusspferde. Die Wiederkäuer bilden wiederum die Schwestergruppe dieser beiden zusammen und sind somit näher mit den Walen als mit den übrigen Paarhufern (Schweineartige und Kamele) verwandt.

## Merkmale
Wichtigste Synapomorphie (gemeinsam abgeleitetes Merkmal) der Cetartiodactyla ist der spezielle Bau des Sprungbeins, das sowohl am oberen als auch am unteren Ende eine Gelenkrolle aufweist. Früher hielt man dies für ein Exklusivmerkmal der Paarhufer, da es auch bei fossilen Walen nicht vorhanden zu sein schien. (Bei modernen Walen ist es zu einer Rückbildung der Hintergliedmaßen gekommen.) Im Jahr 2001 wurde aber entdeckt, dass bei den frühen fossilen Walen Pakicetus und Ichthyolestes (Pakicetidae), die im späten Eozän lebten, dieses spezielle Sprungbein ebenfalls vorhanden war.
Zwei weitere gemeinsame Merkmale sind die drei primären Lungenbronchien und der fibroelastische Penis, das heißt, die Schwellkörper sind nur gering entwickelt und die Erektion wird vorrangig durch Erschlaffen von Retraktormuskeln bewirkt.
Ansonsten haben Wale und Paarhufer in ihrer Evolution gänzlich unterschiedliche Richtungen eingeschlagen. Während die Wale die wohl am besten an das Wasser angepassten Meeressäuger wurden, entwickelten sich die Paarhufer zu effizienten Läufern auf dem Land, die sich dank ausgefeilter Verdauungssysteme (vor allem die Wiederkäuer) hervorragend an eine pflanzliche Ernährung anpassten.

## Systematik
Aufgrund ihres relativ einheitlichen Körperbaus hielt man die Paarhufer lange für eine monophyletische Gruppe. Seit Mitte der 1990er-Jahre jedoch wurde durch eine Reihe molekularer Studien belegt, dass sich auch die Wale aus den Paarhufern entwickelten und die Flusspferde die nächsten lebenden Verwandten der Wale darstellen. Dadurch und durch morphologische Untersuchungen konnte die früher vermutete Abstammung der Wale von den Mesonychia (einer fleischfressenden Huftiergruppe des frühen Känozoikums) widerlegt werden.
Die ältesten Fossilien der Cetartiodactyla stammen aus dem frühen Eozän (vor rund 55 Millionen Jahren). Da diese Funde nahezu gleichzeitig in Europa, Asien und Nordamerika auftauchten, ist es sehr schwierig, den Entstehungsort der Paarhufer genauer zu bestimmen. Diese frühen Formen werden in der Gruppe der Dichobunidae (oder Dichobunoidea) zusammengefasst – ihr bekanntester und am besten erhaltener Vertreter ist Diacodexis. Es handelt sich um kleine (anfangs nur etwa hasengroße) Tiere mit schlankem Körperbau, langen dünnen Beinen und einem langen Schwanz. Die Hinterbeine waren deutlich länger als die Vorderbeine, die typische Zehenstruktur noch nicht voll entwickelt und die Zähne niederkronig und einfach gebaut. Schon im frühen bis mittleren Eozän kam es zur Radiation und zur Entstehung zahlreicher Stammeslinien. Die ältesten Wale sind seit 53 Millionen Jahren belegt, auch Vorfahren der Unterordnungen der Paarhufer (Schweineartige, Schwielensohler, Wiederkäuer) entstanden im Eozän. 
Nur die Flusspferde tauchten erst vor rund 15 Millionen Jahren auf. Um die somit entstehende 40 Millionen Jahre lange Lücke zu erklären (der gemeinsame Vorfahr von Walen und Flusspferden muss vor den ersten Walen, also vor rund 55 Millionen Jahren gelebt haben), gibt es Hinweise, dass die Anthracotheriidae, eine vom Eozän bis in das Pliozän verbreitete Paarhufergruppe, die Schwestergruppe der Wale und die Vorfahren der Flusspferde sein könnten.
Innerhalb der rezenten Vertreter ergeben sich folgende vermutete Abstammungslinien:
|  | Hirschferkel (Tragulidae)  |
|  |                            |
|  | Stirnwaffenträger (Pecora) |
|  |                            |

|  | Flusspferde (Hippopotamidae) |
|  |                              |
|  | Wale (Cetacea)               |
|  |                              |

|  | Hirschferkel (Tragulidae)  |
|  |                            |
|  | Stirnwaffenträger (Pecora) |
|  |                            |

|  | Flusspferde (Hippopotamidae) |
|  |                              |
|  | Wale (Cetacea)               |
|  |                              |

|  | Hirschferkel (Tragulidae)  |
|  |                            |
|  | Stirnwaffenträger (Pecora) |
|  |                            |

|  | Flusspferde (Hippopotamidae) |
|  |                              |
|  | Wale (Cetacea)               |
|  |                              |

|  | Hirschferkel (Tragulidae)  |
|  |                            |
|  | Stirnwaffenträger (Pecora) |
|  |                            |

|  | Flusspferde (Hippopotamidae) |
|  |                              |
|  | Wale (Cetacea)               |
|  |                              |

|  | Hirschferkel (Tragulidae)  |
|  |                            |
|  | Stirnwaffenträger (Pecora) |
|  |                            |

|  | Flusspferde (Hippopotamidae) |
|  |                              |
|  | Wale (Cetacea)               |
|  |                              |

|  | Hirschferkel (Tragulidae)  |
|  |                            |
|  | Stirnwaffenträger (Pecora) |
|  |                            |

|  | Flusspferde (Hippopotamidae) |
|  |                              |
|  | Wale (Cetacea)               |
|  |                              |

|  | Hirschferkel (Tragulidae)  |
|  |                            |
|  | Stirnwaffenträger (Pecora) |
|  |                            |

|  | Flusspferde (Hippopotamidae) |
|  |                              |
|  | Wale (Cetacea)               |
|  |                              |

|  | Hirschferkel (Tragulidae)  |
|  |                            |
|  | Stirnwaffenträger (Pecora) |
|  |                            |

|  | Flusspferde (Hippopotamidae) |
|  |                              |
|  | Wale (Cetacea)               |
|  |                              |

Im Dezember 2007 stellte Hans Thewissen, Professor am Department of Anatomy der Northeastern Ohio Universities Colleges of Medicine and Pharmacy, eine alternative Stammbaumhypothese vor. Seinen Untersuchungen entsprechend waren die nächsten Verwandten der frühen Wale eine ausgestorbene Paarhufergruppe namens Raoellidae und beide Taxa stellen zusammen die Schwestergruppe der restlichen Paarhufer dar, inklusive der Flusspferde:

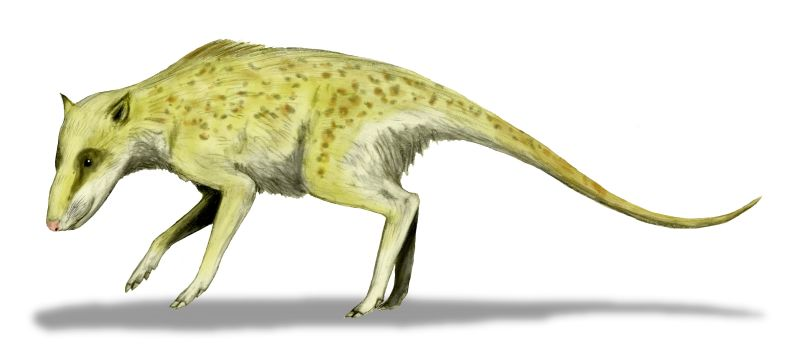
Indohyus in einer Lebendrekonstruktion

|      | übrige Paarhufer (inkl. Flusspferde)                                               |
|      |                                                                                    |
| N.N. | \| \| Raoellidae (u. a. Indohyus und Khirharia) \| \| \| \| \| \| Wale \| \| \| \| |
|      | \| \| Raoellidae (u. a. Indohyus und Khirharia) \| \| \| \| \| \| Wale \| \| \| \| |
|      | Raoellidae (u. a. Indohyus und Khirharia)                                          |
|      |                                                                                    |
|      | Wale                                                                               |
|      |                                                                                    |

|  | Raoellidae (u. a. Indohyus und Khirharia) |
|  |                                           |
|  | Wale                                      |
|  |                                           |

Seine Erkenntnisse stammen aus der Untersuchung eines neuen Skeletts aus der Kaschmir-Region in Pakistan. Dabei handelte es sich um einen Vertreter der Gattung Indohyus, welche den Raoellidae zugeordnet wird. Vor allem aufgrund eines knöchernen Rings am Felsenbein (Petrosum), dem so genannten Involucrum, welcher bislang nur von Walen bekannt war, sowie weiterer Merkmale der Vorbackenzähne (Prämolaren) und der Knochenstruktur wurde die nahe Verwandtschaft begründet.